# Crepusia nuptialis
Crepusia nuptialis är en insektsart som först beskrevs av Gerstaecker 1860.  Crepusia nuptialis ingår i släktet Crepusia och familjen lyktstritar. Inga underarter finns listade i Catalogue of Life.